# Hans Multscher
Hans Multscher, né v. 1400 à Reichenhofen (aujourd'hui Leutkirch im Allgäu) dans le Saint-Empire et mort v. 1467 à Ulm, est un peintre et sculpteur allemand. La plupart de ses sujets sont d'inspiration religieuse.
Sans doute formé dans les Flandres et aux Pays-Bas, Multscher acquiert le statut de bourgeois et devient un notable de la ville d'Ulm en 1427. Il épouse Adelheid Kitzin la même année. En tant que peintre et sculpteur (sur pierre et sur bois), il dirige son propre atelier avec son frère, Heinrich Multscher (de).
Les trois principales œuvres qui subsistent de lui sont le Retable Karg (1433), le Retable de Wurzach (1437) et le Retable de Sterzing (1456-1458).

## Galerie

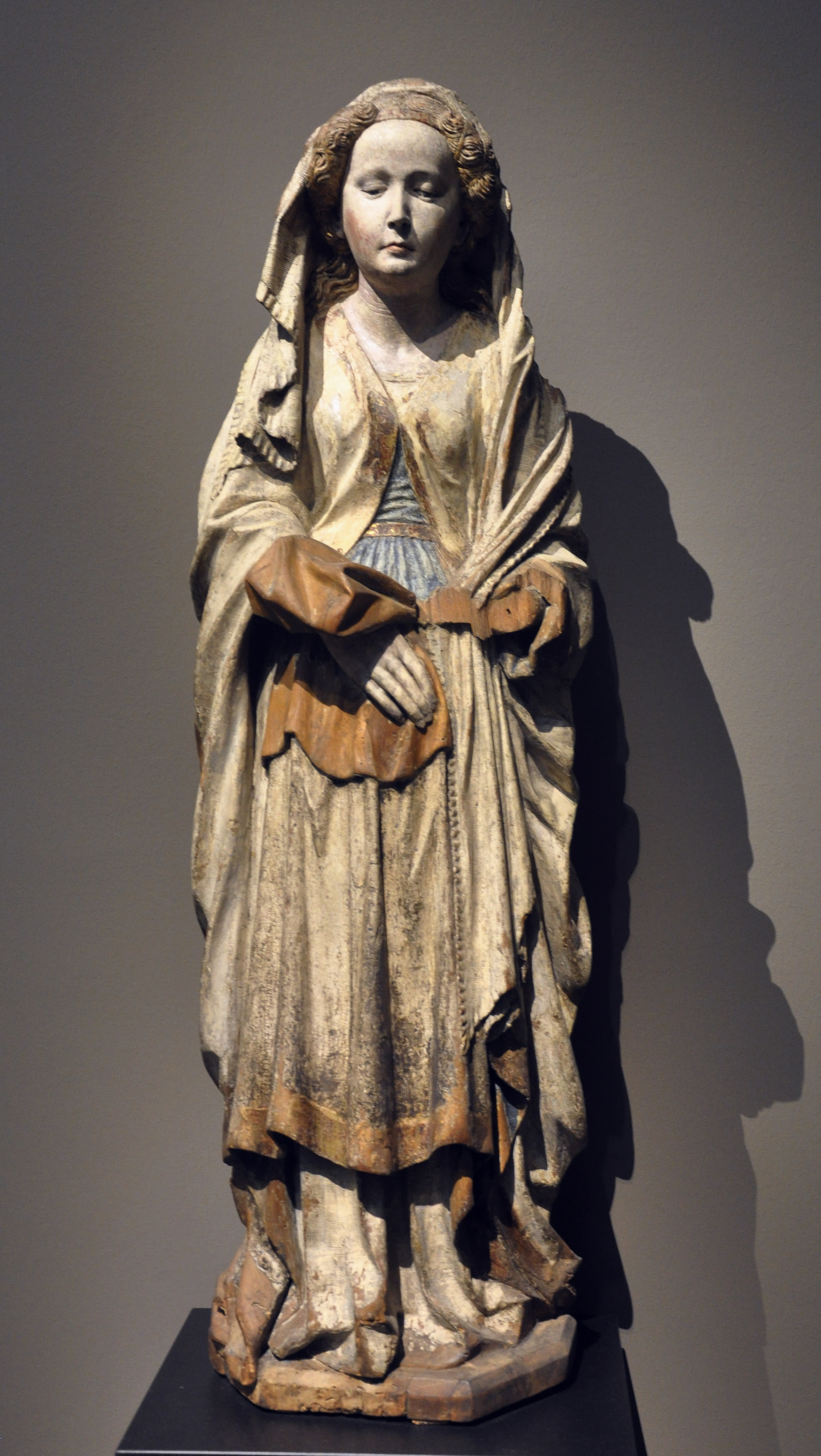
Marie Madeleine
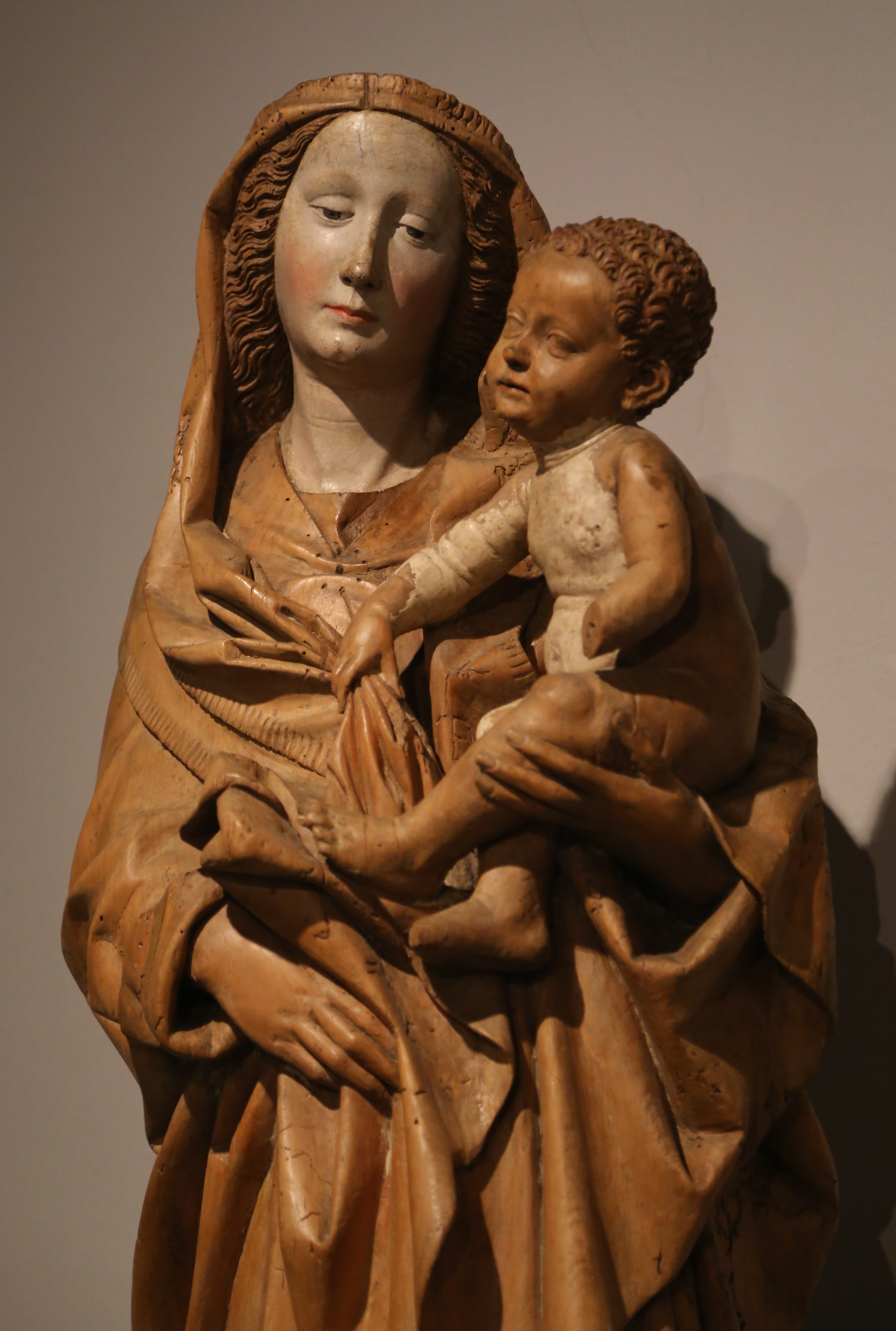
Vierge à l'Enfant, v. 1455-1460
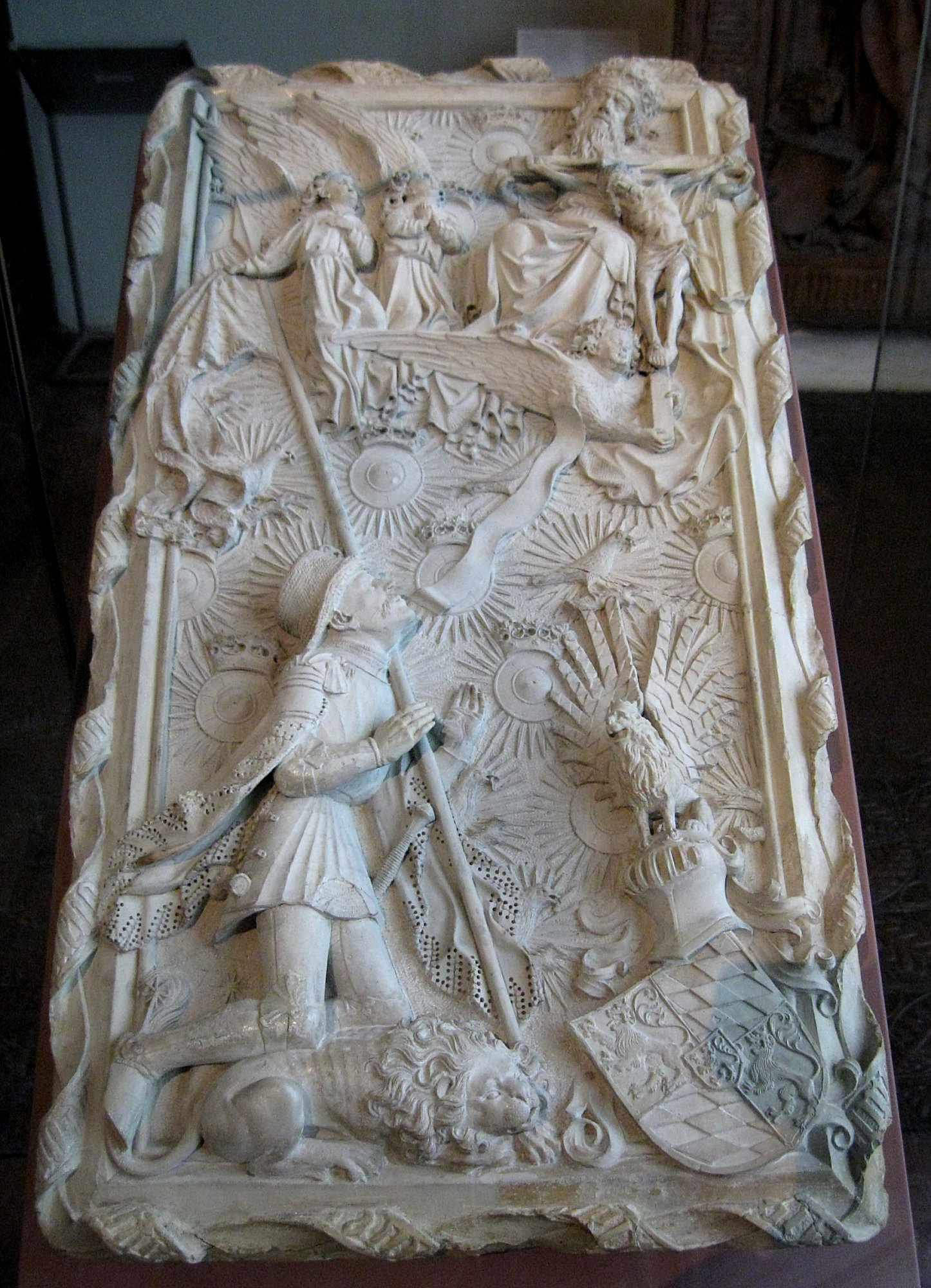
Pierre tombale de Louis VII de Bavière
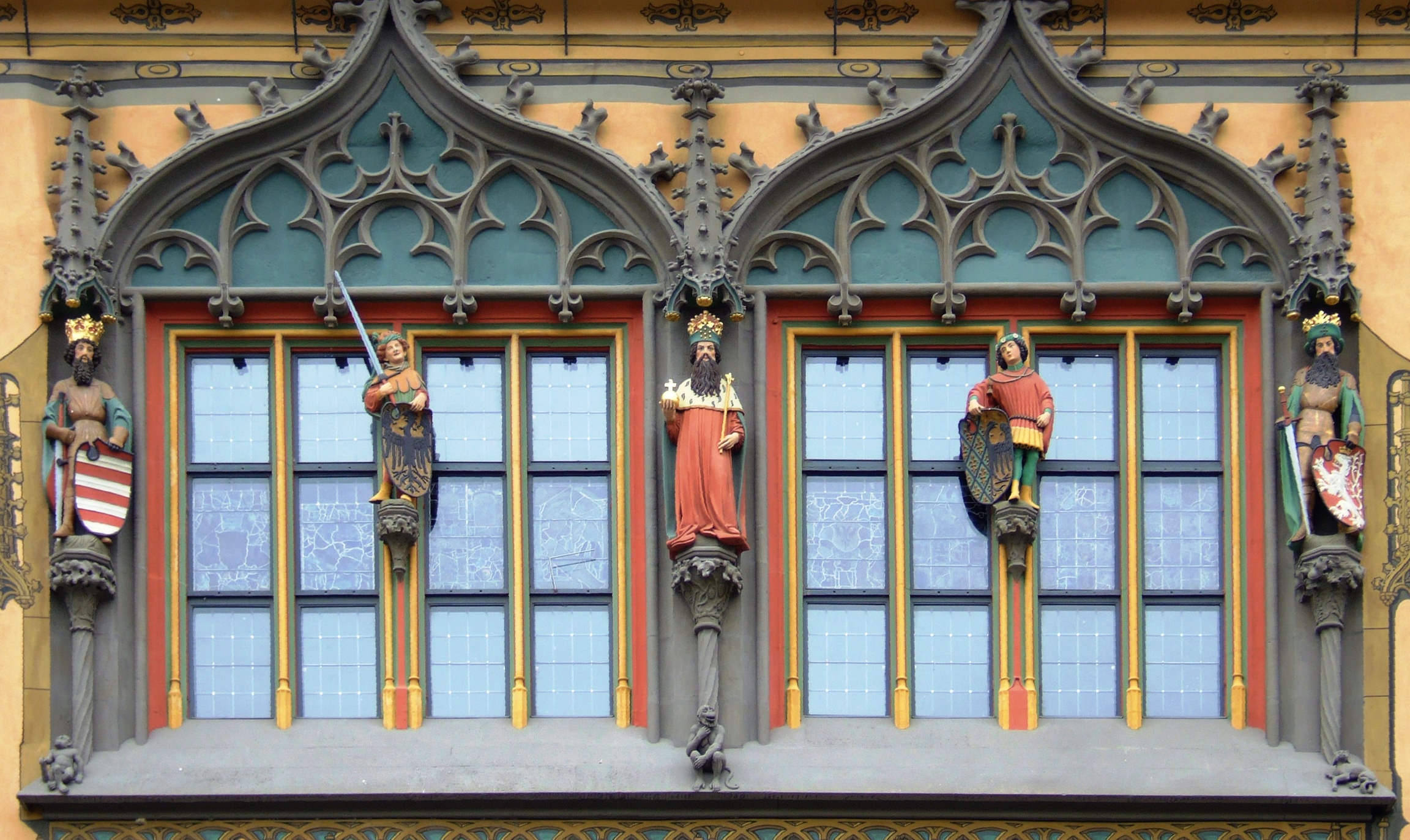
Sculptures de la façade de l'hôtel de ville à Ulm (v. 1430)
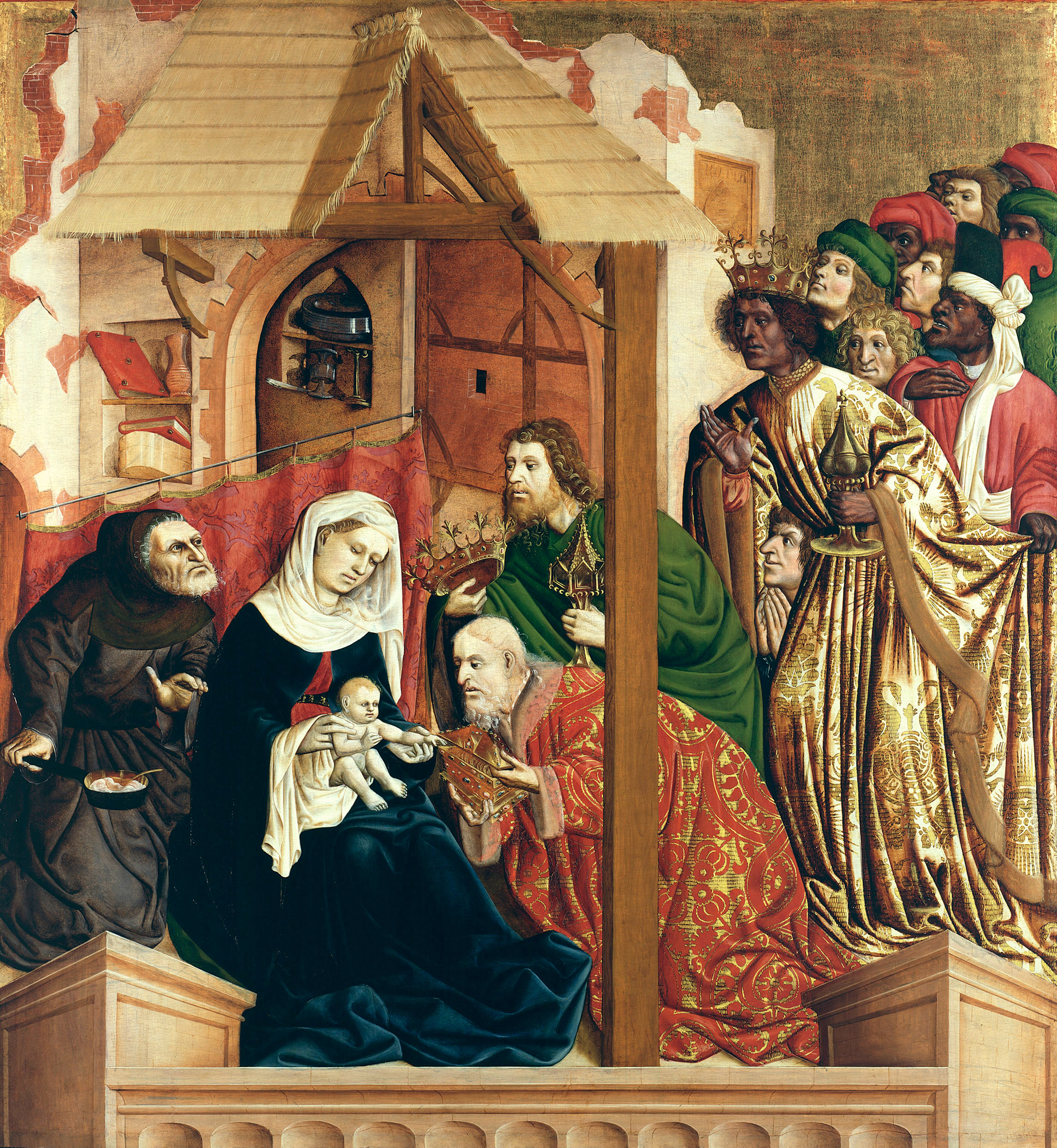
L'Adoration des Mages
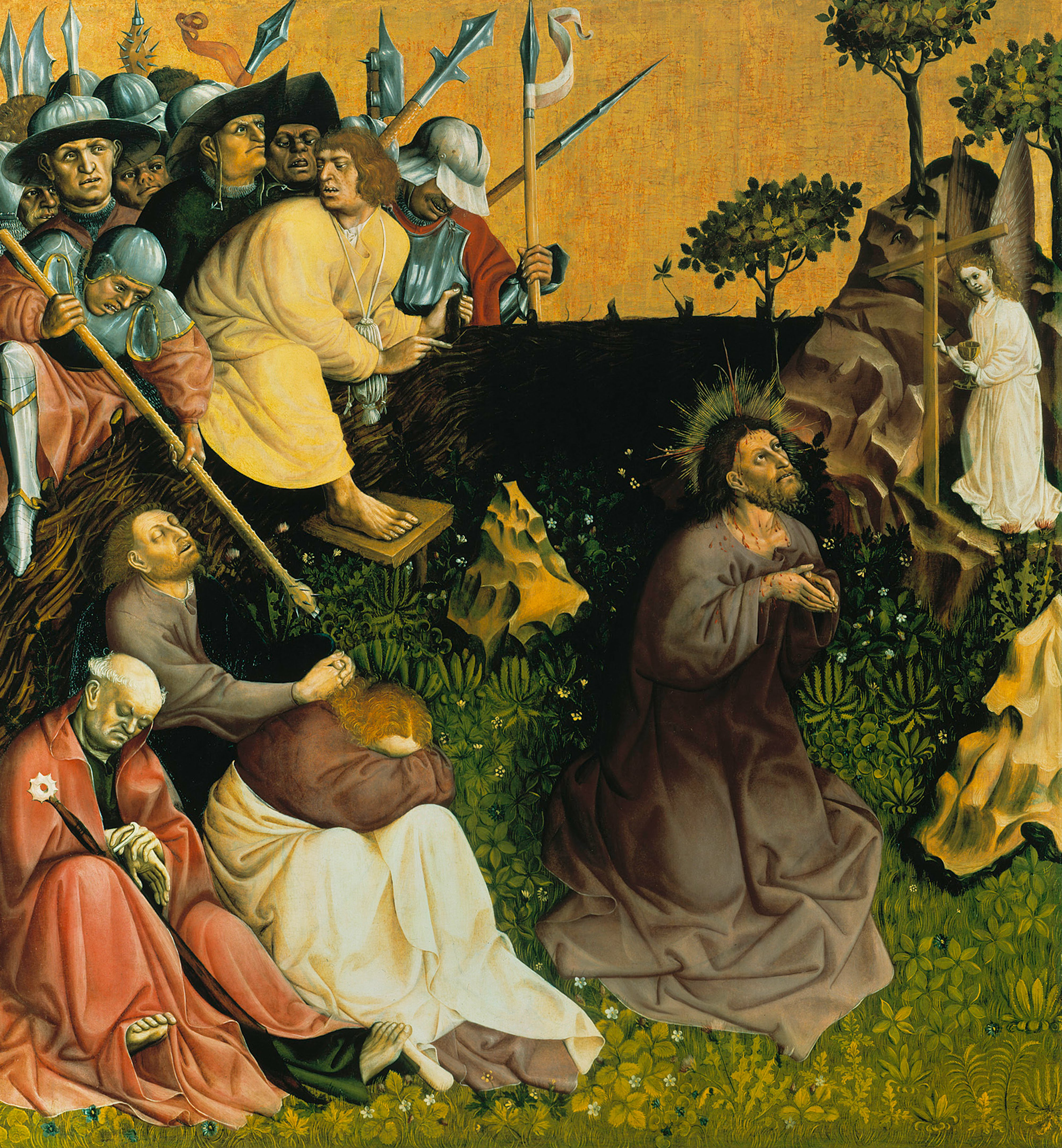
L'Arrestation au jardin des Oliviers, retable de Wurzach
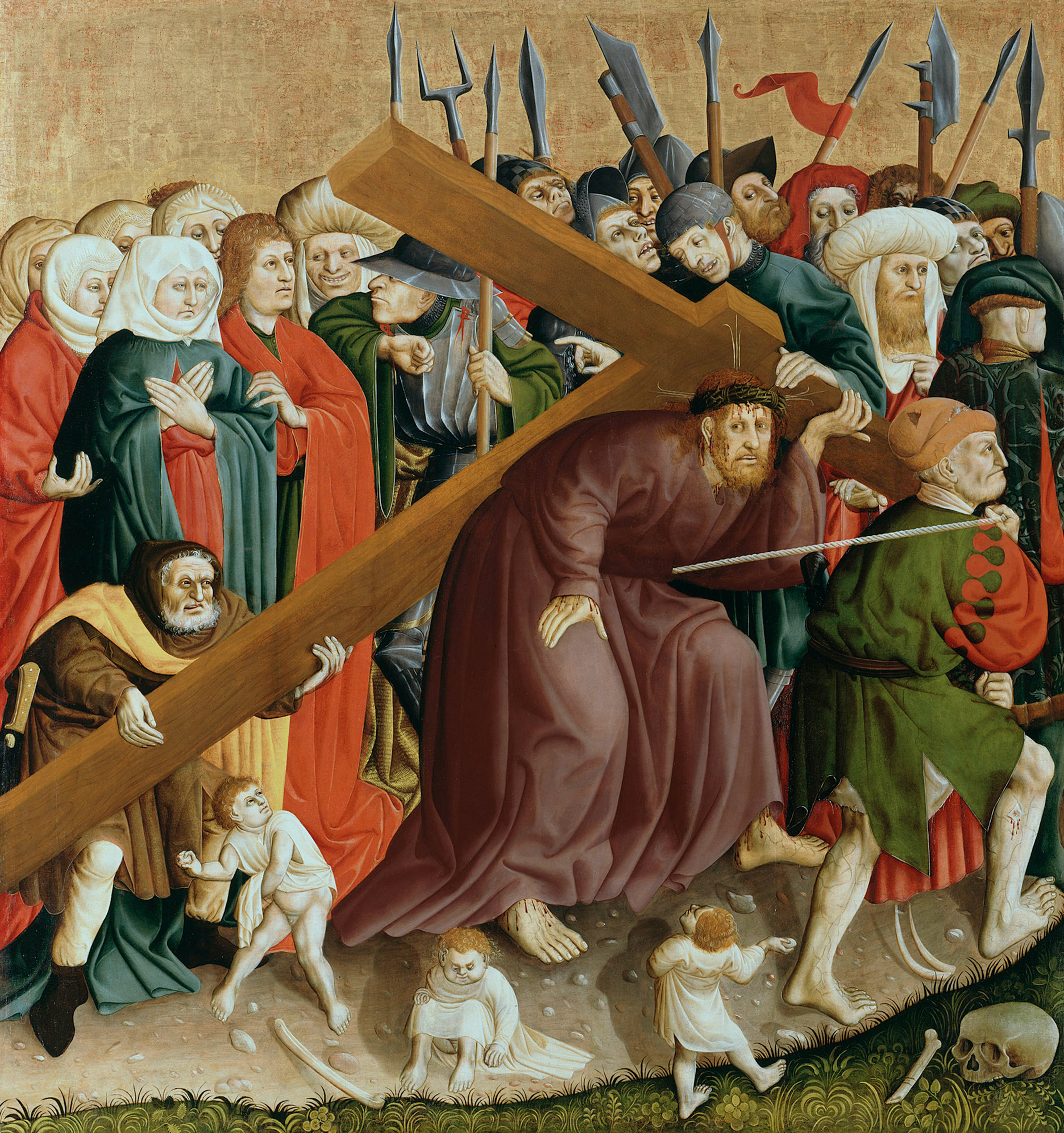
Christ portant sa croix, retable de Wurzach
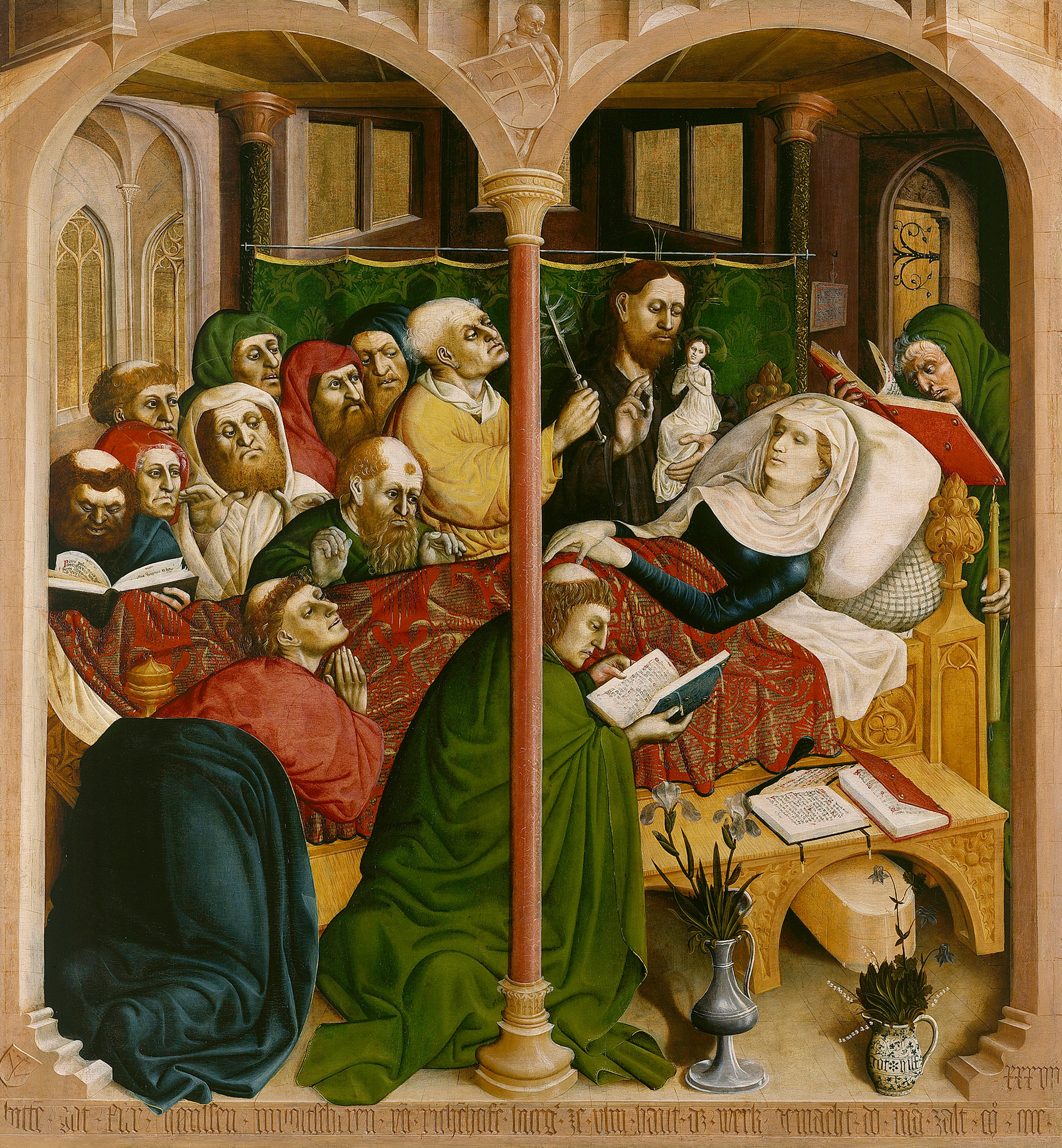
La Mort de la Vierge, retable de Wurzach